# Барк (ракета)
Р-39УТТХ («Барк») — радянська/російська розробка твердопаливної балістичної ракети, призначеної для розміщення на підводних човнах (БРПЧ) у складі комплексу Д-19УТТХ. Створювалася в 1980-х роках як відповідь на розробку ракет Трайдент-2.

## Розробка та випробування
Розробка велася з 1986 року в КБ ім. Макеєва — традиційним розробником БРПЧ. Передбачалося, що ракета могла нести 10 бойових блоків у ядерному оснащенні середнього класу потужністю 200 кТ та мати дальність польоту понад 10 000 кілометрів. Озброювати «Барком» планувалося ПЧАРБ 955-го проєкту «Борей».
У конструкції ракети передбачалася спеціальна система проходу крізь лід, що забезпечує пуск із-під крижаного панцира північних широт. Також «Барк» міг би використовуватися як за оптимальною траєкторією, так і за настильною; у першому випадку ракета летить з акваторії Баренцевого моря на Камчатку за 30 хвилин, а в другому — за 17 хвилин.
У травні 1987 року затверджено графік переобладнання підводних човнів проєкту 941 ракетним комплексом Д-19УТТХ на «Севмашпідприємстві»:
- замовлення 711, жовтень 1988—1994 роки,
- замовлення 712, 1992—1997 роки,
- замовлення 713, 1996—1999 роки,
- замовлення 724, 725, 727 — постановка та здача після 2000 року.

До 1991 року завершено наземне відпрацювання ракети, проте розпад СРСР змусив розпочати додаткові роботи із заміщення елементів ракети, виробництво яких відбувалось за межами Росії. Зокрема, довелося замінити тип палива РДТП із ТТФ-56/3 (із використанням гідриду алюмінію) на ОПАЛ-МС ІІМ. Наземне відпрацювання зміненої ракети закінчилося в 1996 році.
У 1998 році, після третього невдалого пуску, Міністерство оборони вирішило припинити роботи над готовим на 73 % комплексом. Це зумовлено не тільки невдалими пусками, а й незадовільним фінансуванням: за словами генерального конструктора, для повного відпрацювання комплексу потрібно було ще приблизно 8 пусків із підводних човнів, але в силу високої складності та наявного рівня фінансування, будівництво однієї ракети займало близько трьох років, що затягувало процес відпрацювання пусків та випробувань комплексу до неприйнятно тривалих термінів.
Розробити альтернативну, менш дорогу та менш габаритну твердопаливну БРПЧ, яка отримала назву «Булава», доручили Московському інституту теплотехніки, розробнику «сухопутної» МБР «Тополь-М».

## Тактико-технічні характеристики
- Тип ГЧ: РГЧ ІН[5]
- Кількість бойових блоків: 10 потужністю 200 кТ кожен[6]
- Довжина: 16,1 м.
- Діаметр корпусу макс.: 2,42 м
- Стартова вага, кг: 81 000[5]
- Вага, що закидається, кг: 3 050[5]
- Максимальна дальність, км: близько 9000[5]